# Cybaeus raymondi
Espèce
Synonymes
- Cicurina raymondi Simon, 1916

Cybaeus raymondi est une espèce d'araignées aranéomorphes de la famille des Cybaeidae.

## Distribution
Cette espèce se rencontre dans les Pyrénées en France et Espagne.

## Description
La femelle holotype mesure 4 mm.

## Étymologie
Cette espèce est nommée en l'honneur de Raymond de Dalmas.

## Publication originale
- Simon, 1916 : Descriptions de plusieurs espèces d'arachnides récemment découvertes en France. (Troisième note). Bulletin de la Société Entomologique de France, vol. 1916, p. 209-211 (texte intégral).